# Maschinenfabrik Reinhausen
La Maschinenfabrik Reinhausen (littéralement fabrique de machines de Reinhausen) est une entreprise de taille moyenne allemande située à Ratisbonne, dans le quartier de Reinhausen, leader mondial dans la fabrication de changeurs de prise pour transformateurs. La société déclare avoir vendu dans le monde plus de 150 000 changeurs de prises depuis sa création.

## Historique
Elle a été fondée en 1868, mais ne se développe réellement qu'à partir de 1926 et l'invention du changeur de prises résistif par le Dr Jansen. Depuis lors la firme s'est agrandie progressivement et possède à l'heure actuelle de nombreuses filières à l'international.

## Implantations
L'usine principale de Reinhausen date de 1953. Elle a été fortement rénovée dans les années 2000 avec notamment un centre de test complètement reconstruit. Toutes les activités de recherche et développement y sont rassemblées.
Par ailleurs la société possède d'autres sites de productions :
- Messko GmbH (Oberursel)
- MR do Brasil Indústria Mecánica Ltda. (São Paulo),
- Reinhausen Manufacturing Inc. (Humboldt, Tennessee, États-Unis),
- Easun-MR Tap Changers (P) Ltd. (Chennai, Inde) (coentreprise)
- Guangdong MR OLTC Ltd. (Guangzhou, Chine)
- Jiangsu MR Manufacturing Co., Ltd. (Suzhou, Chine)[4]

Chaque usine travaille pour son marché local, l'usine du Tennessee est ainsi spécialisé dans les changeurs de prises réactif qui sont avant tout vendu sur le marché américain. L'usine de Ratisbonne travaille pour le monde entier.

## Stratégie
La firme table beaucoup sur les marchés émergents pour sa croissance future. Ayant été dans une position de quasi-monopole pendant le XXe siècle, elle voit l'apparition de nouveaux concurrents sur ses marchés comme le chinois Huaming. La firme parie sur l'innovation avec l'introduction en l'an 2000 d'une toute nouvelle technologie pour les changeurs de prises, à savoir l'utilisation d'ampoule à vide, dans sa gamme Vacutap.

## Actionnariat
L'actionnariat est familiale, la société est dirigée par la famille Scheubeck depuis sa création. Siemens possédait de son côté 26 % des parts en 2009.